# 第211届日本国会
第211届日本国会（日语：第211回日本国会）是日本于2023年1月23日召开的通常国会。本届国会预计持续到2023年6月21日，会期暂定为150天。

## 议员人数

### 众议院
| 政党 / 政党联盟           | 议员人数  |
| ------------------------- | --------- |
| 自由民主党                | 260 / 465 |
| 立宪民主党 · 独立议员     | 97 / 465  |
| 日本维新会                | 40 / 465  |
| 公明党                    | 32 / 465  |
| 国民民主党 · 无党派俱乐部 | 10 / 465  |
| 日本共产党                | 10 / 465  |
| 有志之会                  | 5 / 465   |
| 令和新选组                | 3 / 465   |
| 独立议员                  | 5 / 465   |
| 空缺                      | 3 / 465   |
| 数据截至2023年1月18日     |           |

### 脚注
1. ↑  含众议院议长细田博之（自民党）与副议长海江田万里（立民党）。依据日本相关法律，议长与副议长当选后需要脱离原所属党派。
2. ↑  千叶县第5区、和歌山县第1区和山口县第4区议员从缺。

### 出典
1. ↑  . 日本众议院.   [2023-01-22]. （原始内容存档于2021-03-24）.